# Haplochromis maculipinna
Haplochromis maculipinna е вид лъчеперка от семейство Цихлиди (Cichlidae).

## Разпространение
Видът е разпространен в Кения и Уганда.